# Kpalimé
Kpalimé (udtales Palimé, der er et halvstumt K) er en by i det sydlige Togo, og en del af Præfektoratet Kloto, ca. 125 km, nordvest for hovedstaden Lomé, med et indbyggertal på cirka 90.000. Byen er placeret tæt ved grænsen til nabolandet Ghana, grænseovergangen er i retning af Womé, men kræver visum til passage, som opnås ved Ghanas ambassade i nabolaget Kodomé, i Lomé, grænseovergangen Lomé/Afflao, tilbyder visa ved ankomst, men er meget travl.
Kpalimé er en levende lille by med masser af spisesteder, hoteller og andre overnatningsmuligheder. Der er en del seværdigheder i og omkring byen, og naturen er meget frodig, med både jungle samt flad bush. Der er to markeder, men det gamle i midtbyen er det ældste og stadigt det mest brugte. Der er en del ældre bygninger fra den tyske kolonitid tilbage fra 1920'erne.
Der er et præfektorat, et borgmesterkontor, en politistation, et stort og relativt nybygget storfængsel samt en mindre militærbase i byen.

## Kunst og kultur
Byen er bl.a. kendt som værende Togos hovedstad for kunst og kultur. Den rummer Centre artisanal de Kpalimé, som er en skole et værk/værested for håndarbejdere, skulptur-, keramik-, batik- og billedkunstnere, og der er mange små atelierer og gallerier i og omkring byen.

## Erhverv
Der dyrkes både kaffe og kakao i og omkring Kpalimé, og der leveres en ikke uvæsentlig del af disse afgrøder til eksportvirksomheder fra området. Ydermere er området kendt for alle de friske frugter, samt rodfrugter, som man kan finde på markeder i bl.a. Lomé.